# Фрюкселль, Карин
Ханна Карин Эльса Фрюкселль (швед. Hanna Karin Elsa Fryxell; 2 декабря 1911, Стокгольм — 15 апреля 2003, Филипстад) — шведская художница, фотограф и писатель.

## Биография и творчество
Карин Фрюкселль родилась в 1872 году в Стокгольме. Она была третьим ребёнком Карла Акселя и Эльсы Карлотты Фрюкселль. Как отец, так и мать Карин интересовались историей, искусством и литературой и поощряли склонность дочери к рисованию. С ранних лет она создавала рисунки, цветными мелками и акварелью, на сюжеты из сказок. Окончив школу, Карин начала заниматься живописью и скульптурой в художественной школе Эдварда Берггрена и Готтфрида Ларссона. В 1932 году она отправилась в Париж, где посещала Скандинавскую академию, Академию Коларосси и Академию Гранд-Шомьер. Заболев в 1934 году туберкулёзом, художница была вынуждена вернуться в Швецию, где окончательно излечилась лишь в 1953 году.
В 1935 году умер отец Карин, и они с матерью переехали в Клинтен, близ Филипстада. В 1940—1955-х годах Карин создала серию иллюстрированных книг о приключениях троллей по имени Сотлугг, Линлугг и Луддкольт, для которых сама написала тексты и сделала фотоиллюстрации. Для создания снимков ей служили собственноручно сделанные куклы, в общей сложности около ста. В 1948 году Фрюкселль сняла фильм о Сотлугге и Линлугге, в котором троллей играли дети. Впоследствии дети стали также моделями для её фотографий.
Там же, в Клинтене, Карин Фрюкселль расписала часовню, построенную в 1921 году. В детстве она восхищалась витражами стокгольмской церкви Оскара (Oscarskyrkan) и мечтала расписывать храмы; теперь её мечта осуществилась. Религиозные темы присутствуют и в живописи, которой Фрюкселль вновь начала заниматься в середине 1950-х годов. В общей сложности на протяжении жизни художницы состоялось более 20 её персональных выставок в разных городах Швеции.
Помимо детских книг, Карин Фрюкселль писала стихи и является автором нескольких поэтических сборников: «Ljusvandring: dikter 1936—1961», «Jord och Ande» (1964) и «Årstider» (неопубликованный). Кроме того, с 1981 по 1984 выходила её трилогия «Boken om Anders», посвящённая прадедушке писательницы Андерсу Фрюкселлю, историку и священнику.
Карин Фрюкселль умерла в 2003 году в возрасте 92 лет и была похоронена в Филипстаде. Её работы находятся в Национальном музее Швеции, музее Вермланда и в частных коллекциях.